# David Skaggs

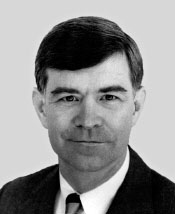
David Skaggs

David Evans Skaggs (* 22. Februar 1943 in Cincinnati, Ohio) ist ein US-amerikanischer Politiker. Zwischen 1987 und 1999 vertrat er den zweiten Wahlbezirk des Bundesstaates Colorado im US-Repräsentantenhaus.

## Werdegang
David Skaggs besuchte bis 1960 die Cranford High School in New Jersey und danach bis 1964 die Wesleyan University in Middletown (Connecticut). Er beendete seine Ausbildung im Jahr 1967 mit einem Jurastudium an der Yale University. Zwischen 1968 und 1971 war er aktiv in der US-Marine, von 1971 bis 1978 gehörte er deren Reserve an. Damals praktizierte er auch als selbständiger Rechtsanwalt in Boulder.
Skaggs schloss sich der Demokratischen Partei an. Von 1975 bis 1977 arbeitete er im Stab des damaligen Kongressabgeordneten Tim Wirth. Zwischen 1984 und 1996 war Skaggs Delegierter zu allen Democratic National Conventions. Von 1980 bis 1986 war er außerdem Abgeordneter im Repräsentantenhaus von Colorado. 1986 wurde er im zweiten Distrikt von Colorado in das US-Repräsentantenhaus in Washington, D.C. gewählt. Dort löste er am 3. Januar 1987 Tim Wirth ab, der in den US-Senat wechselte. Nach fünf Wiederwahlen konnte Skaggs bis zum 3. Januar 1999 im Kongress verbleiben. Im Jahr 1998 verzichtete er auf eine erneute Kandidatur.
Nach seiner Zeit im Kongress arbeitete er als geschäftsführender Direktor einer Bundesbehörde (Center of Democracy & Citizenship). Danach kehrte er nach Colorado zurück, wo er in einer führenden Position im Bildungsministerium des Staates tätig war.